# Mytilos
Mytilos (gr.: Μύτιλος, Mýtilos) (III w. p.n.e.) – król iliryjskich Dardanów wzmiankowany w 270 p.n.e. Prawdopodobnie syn Monuniosa I, króla Dardanów.
Śmierć Pyrrusa, króla Epiru, usunęła groźbę nad punktami oparcia Antygona II Gonatasa w Grecji. Ten zaczął powoli odzyskiwać utracone ziemie macedońskie. Chcąc wyzyskać zwycięstwo pod Argos, w której zginął Pyrrus, zawarł pokój z Aleksandrem II, synem zmarłego. Ten zgodził się na pokój, bowiem wnet wmieszał się w wojnę z Mytilosem, następcą Monuniosa. Mytilos, tak jak poprzednik, wybijał monety iliryjskie w Dyrrachium.